# Longnes (Sarthe)
Longnes település Franciaországban, Sarthe megyében. Lakosainak száma 295 fő (2022. január 1.). Longnes Amné, Auvers-sous-Montfaucon, Chassillé és Épineu-le-Chevreuil községekkel határos.

## Népesség
A település népességének változása:
| Lakosok száma | 348  | 336  | 342  | 325  | 320  | 317  | 314  | 305  | 295  |
|               | 2013 | 2015 | 2016 | 2017 | 2018 | 2019 | 2020 | 2021 | 2022 |